# Prethopalpus magnocularis
Espèce
Prethopalpus magnocularis est une espèce d'araignées aranéomorphes de la famille des Oonopidae.

## Distribution
Cette espèce est endémique du Kalimantan en Indonésie,.

## Description
Le mâle holotype mesure 1,49 mm.

## Publication originale
- Baehr, Harvey, Burger & Thoma, 2012 : The new Australasian goblin spider genus Prethopalpus (Araneae, Oonopidae). Bulletin of the American Museum of Natural History, no 369, p. 1-113 (texte intégral).